# Liste der Monuments historiques in Courcelles-sur-Blaise
Die Liste der Monuments historiques in Courcelles-sur-Blaise führt die Monuments historiques in der französischen Gemeinde Courcelles-sur-Blaise auf.

## Liste der Objekte
| Bezeichnung                                | Beschreibung                          | Standort                        | Kennzeichnung | Schutzstatus | Datum | Bild |
| ------------------------------------------ | ------------------------------------- | ------------------------------- | ------------- | ------------ | ----- | ---- |
| Gemälde Heilige Libaria im Hirtinnenköstüm | Ölfarbe auf Leinwand, 18. Jahrhundert | in der Kirche Ste-Libère (Lage) | PM52000394    | Classé       | 1980  |      |